# Der Vormittag eines beschäftigten Mannes
Der Vormittag eines beschäftigten Mannes  (russisch Утро делового человека, Utro delowowo tscheloweka ) ist eine Komödie  des russischen Schriftstellers Nikolai Gogol die, in den 1830er-Jahren geschrieben, im April 1836 im allerersten Heft von Puschkins Sowremennik in Sankt Petersburg erschien.

## Handlung
Der Beamte Alexander Iwanowitsch hat ganze fünf Dienstjahre mehr auf dem Buckel als sein Kollege Iwan Petrowitsch Barssukow. Letzterer, der beschäftigte Mann, hat ersteren zu Hause in seinem St. Petersburger Arbeitszimmer aufgesucht. Denn  Alexander Iwanowitsch war kürzlich zur Audienz bei seiner Hohen Exzellenz geladen. Barssukow möchte wissen, ob Seine Exzellenz bei der Gelegenheit etwas über ihn geäußert hat.   Alexander Iwanowitsch bejaht. Und was? Barssukow platzt beinahe vor Neugier.  Alexander Iwanowitsch überlegt und versetzt: Eigentlich nichts. Barssukow lässt nicht locker.  Alexander Iwanowitsch muss erneut nachdenken und kommt zu dem Ergebnis, Seine Exzellenz habe so etwas wie „hm“ und „das ist ein Beamter“ verlauten lassen.
Barssukow kommt mit der Sprache heraus. Er will von der Obrigkeit beachtet werden; will einen Orden an den Hals. Bei der nächsten Audienz könnte doch  Alexander Iwanowitsch Seiner Exzellenz – natürlich ganz unabsichtlich – zu verstehen geben, in Barssukows Kanzlei herrsche Ordnung oder dergleichen.
Alexander Iwanowitsch sagt zu und beschließt, Barssukow wird keinen Orden erhalten, denn diesen fetten Nichtstuer kann er kaum ertragen.

## Rezeption
- Belinski lobt 1836 in der Literaturzeitschrift Molwa[2] die dem Stück immanente „außerordentliche Originalität und erstaunliche Treue“.[3]

## Verwendete Ausgabe
- Der Vormittag eines beschäftigten Mannes. Deutsch von Johannes von Guenther.  S. 276–285 in Johannes von Guenther (Hrsg.): Nikolai Gogol: Gesammelte Werke. Band V.  Aufbau-Verlag, Berlin 1952